# Sembradora

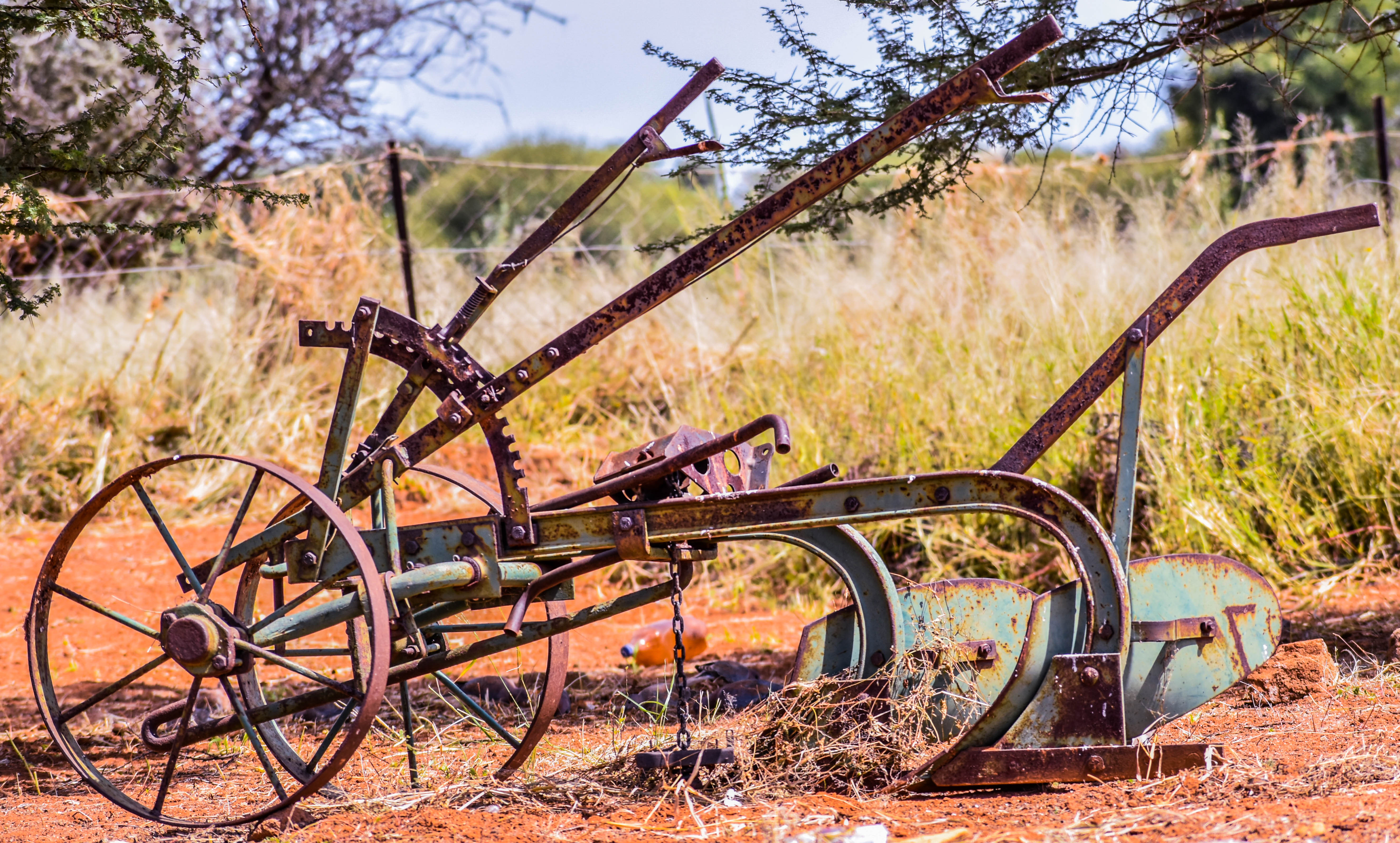
Antigua sembradora manual en Botsuana

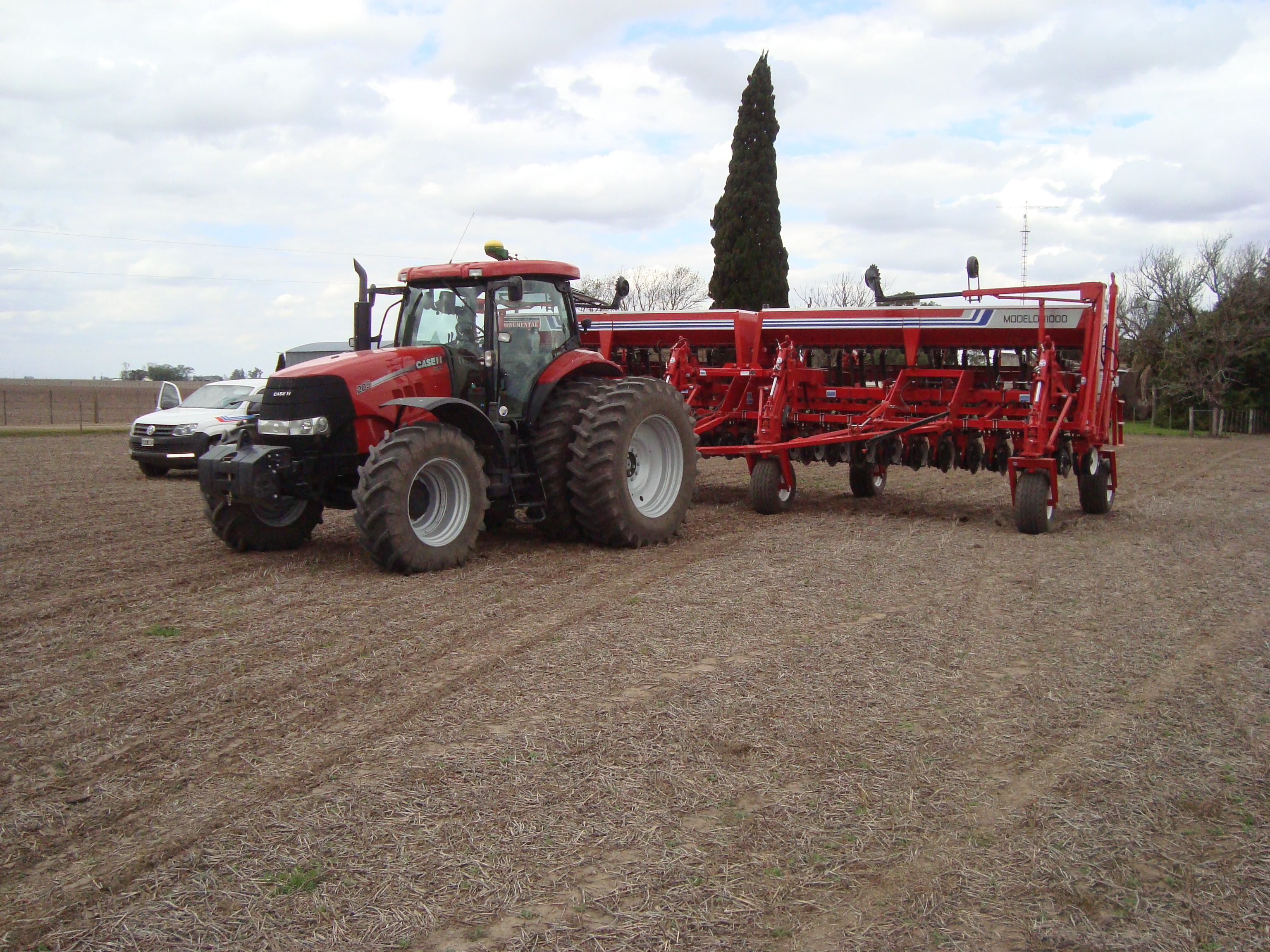
Sembradora puesta en marcha

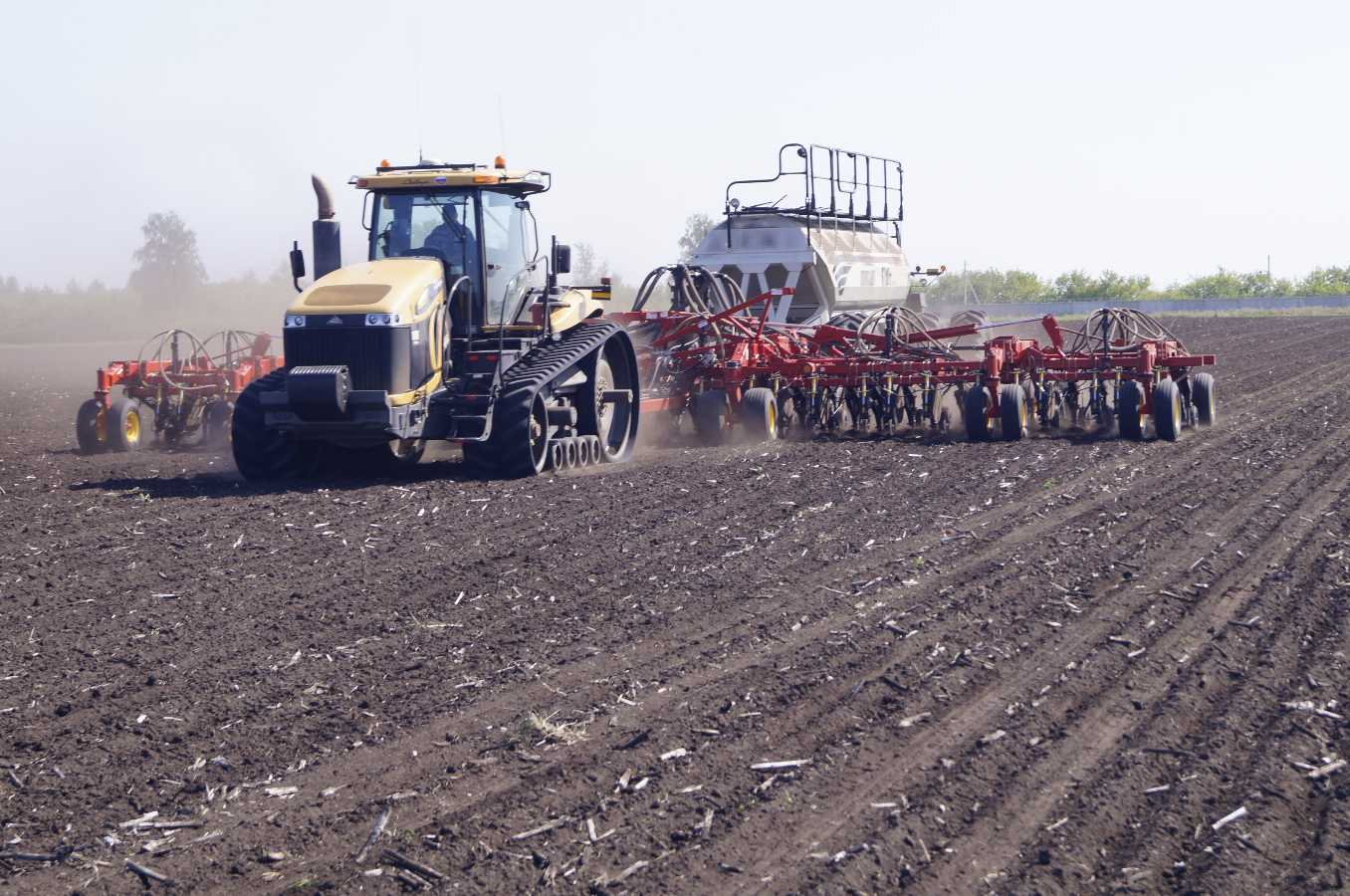
Tractor de orugas Challenger MT855C y sembradora Bourgault

La sembradora es una herramienta agrícola diseñada para sembrar y fertilizar la tierra,la cual se utiliza en el mundo con todo tipo de semillas. Fue inventada en el año 1702 por el agricultor Jethro Tull. Arrastrada en sus comienzos por caballos,  en la actualidad, grandes avances tecnológicos permiten tirarlas con aire de diferentes características y potencias. La mayoría de estas máquinas llevan rejas o cuchillas adelante, lo que va abriendo un surco, en el cual se introduce, por medio de  tubos de bajada los granos, distintas partes como rodillos, gradas, doble disco plantador y ruedas tapadoras los cubren con tierra y los deja en condiciones óptimas para la germinacion. 
En los años 90 con el advenimiento de la " siembra directa ", dos grandes emprendedores, Ricardo Achili y Angel Di Battista desarrollaron una sembradora de " directa " para que se adapte a las necesidades de este tipo de tareas, con componentes únicos, que revolucionaron el mercado de esas máquinas. Con gran inteligencia prestaron atención a las sugerencias de los agricultores de esa época, lo que los llevó a la actualidad a producir una máquina de última generación con todas las prestaciones que hoy requieren los usuarios mas exigentes. En la actualidad una variedad de modelos y configuraciones les permite captar distintos clientes, prestadores de servicio y grandes estancias como así también pequeños agricultores y granjeros, las cuales las utilizan para sembrar hortalizas y distintos tipos de cultivos.
Existen diversos tipos:
- a chorrillo
- monograno
- adecuadas para realizar la siembra haciendo arado previamente la tierra
- sembradoras para siembra directa
- sembradoras a voleo
- sembradoras para líneas
- sembradoras para hileras
- sembradoras para implantaciones sin laboreo previo del suelo
- con cajón para semilla, sin cajón, cajón para fertilizante, y pasturas.

Las sembradoras inteligentes, que brindan varios datos, como cantidad de semillas por hectárea, distancia entre las líneas de siembra. Para lograr cuenta con sensores fotoeléctricos, conectados a la bajada de la sembradora. por su parte, otro dispositivo, basada en  radares de microondas, mide la velocidad de avance real, que recurren al sistema de posicionamiento global (GPS)
Los datos pasan por una micro computadora que los procesa y lo muestra en un monitor, y el cual también cuenta con alarma.
La sembradora de dosificadores eléctricos, aumentan la precisión de la siembra, aumenta la productividad y el automatismo y se encamina a un cambio de paradigma en el sistema de siembra directa.